# 恰巴哈尔港

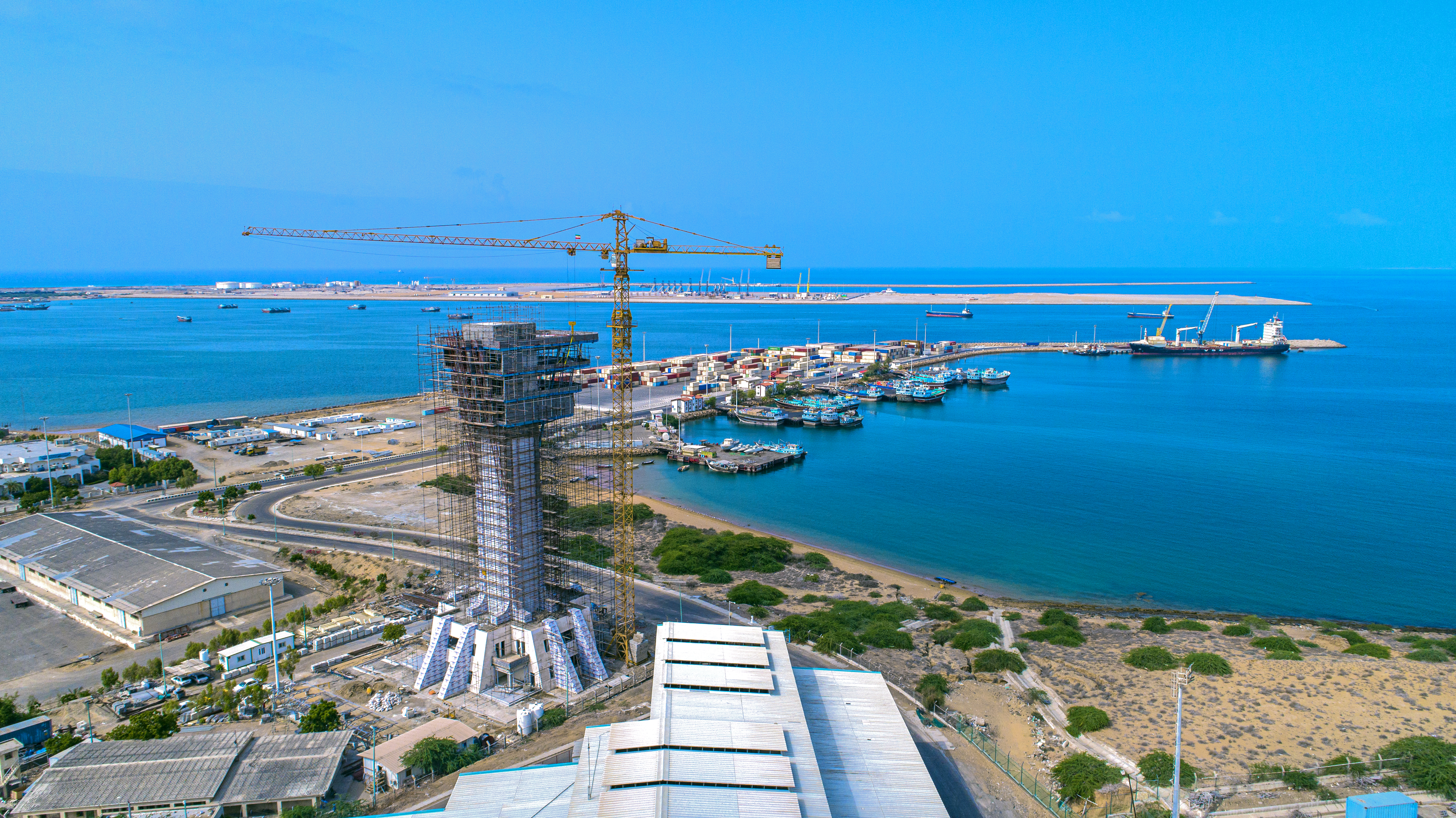
恰巴哈尔港

恰巴哈尔港（波斯語：بندر چابهار）是阿曼灣的一個沿岸港口，位於伊朗東南部恰巴哈尔。該港口是伊朗唯一的海洋港，由兩個獨立的港口組成，每個港口都有五個泊位。恰巴哈尔港距巴基斯坦的瓜達爾港約170公里。
1973年，伊朗國王穆罕默德-礼萨·巴列维首次提出开发恰巴哈尔港的计划，但由于1979年伊朗伊斯蘭革命爆发，开发计划被推迟。 两伊战争爆發後，由於伊朗的波斯湾港口容易受到伊拉克空軍的攻击，伊朗決定推進恰巴哈尔港的開發計劃。1983年，该港一期正式开放。 
2003年，印度和伊朗決定共同进一步开发恰巴哈尔港计划，但由于受國際社會对伊朗的制裁的影響而未能实施。印度希望与中国人竞争，因为中国人正在巴基斯坦俾路支省建设瓜达尔港。2014年，印度政府为开发恰巴哈尔港批准了8500万美元的初始金额。到2016年，随着伊朗核問題全面協議達成后对伊朗的制裁被解除，印度的投资计划上升到5亿美元。2016年5月，印度与伊朗签署了一项双边协议，根据该协议，印度将翻新恰巴哈尔港的一个泊位，并在该港口重建一个600米长的集装箱处理设施。印度、伊朗和阿富汗還签署了一项协议，给予前往中亚和阿富汗的印度货物优惠待遇，并在恰巴哈尔港减免关税。
2017年10月，印度首批小麦通过恰巴哈尔港运往阿富汗。  2018年12月，印度接管了该港口的运营。 在美国再次对伊朗实施制裁后，外国公司不愿参与该港口的扩建。  2019年，该港口實際實現的吞吐量只有該港口可以實現的最大吞吐量的10%。 